# فلوریکا لاوریکا
فلوریکا لاوریکا (انگلیسی: Florica Lavric؛ ۷ ژانویه ۱۹۶۲ – ۲۰ ژوئن ۲۰۱۴) قایقران روئینگ اهل رومانی بود.
وی در مسابقات کشوری و بین‌المللی در مجموع برندهٔ ۱ مدال طلا، ۲ مدال نقره، ۱ مدال برنز شده‌است.